# Amphiglossus stumpffi
Amphiglossus stumpffi är en ödleart som beskrevs av  Oskar Boettger 1882. Amphiglossus stumpffi ingår i släktet Amphiglossus och familjen skinkar. Inga underarter finns listade i Catalogue of Life.